# Фридрих I (Саксония)
Вижте пояснителната страница за други личности с името Фридрих I.
Фридрих I, Войнственния (на немски: Friedrich IV., der Streitbare; * 11 април 1370; † 4 януари 1428, Алтенбург) от род Ветини, е след смъртта на баща му от 1381 г. като Фридрих IV маркграф на Майсен, ландграф на Тюрингия и пфалцграф на Саксония. През 1423 – 1428 г. той e херцог на Саксония и курфюрст на Курфюрство Саксония като Фридрих I.

## Живот
Син е на маркграф Фридрих III Строгия († 21 май 1381) от Майсен и Катарина фон Хенеберг († 15 юли 1397). По-малкият му брат е Вилхелм II.
След смъртта на неговия чичо Вилхелм I през 1407 г. управлява Маркграфство Майсен заедно с брат си Вилхелм II и братовчед си Фридрих Мирния (син на Балтазар). След подялбата на страната през 1410 и 1415 г. той получава Маркграфство Майсен за самостоятелно управление.
От 1420 г. Фридрих I участва при крал Сигизмунд Люксембургски в Хуситските войни и през август 1421 г. има успех при Мост (Брюкс). За участието му в този конфликт против хуситите на 6 януари 1423 г. е награден с Херцогство Саксония-Витенберг и Пфалцграфство Саксония. Така Фридрих IV, който сега се нарича Фридрих I, се издига на херцог и курфюрст.
През 1424 г. той е в опозиция на курфюрстите, които се съюзяват в Бинген против крал Сигизмунд. Кралят успява да привлече Фридрих на своя страна. Затова празненството за издигането му на курфюрст се състои едва на 1 август 1425 г. в Буда (Офен).
След смъртта на брат му Вилхелм на 30 март 1425 г. Фридрих става владетел над цялата Ветинска собственост с изключение на тази в Тюрингия. Фридрих умира през 1428 г. и е първият от витините, погребан в домкапелата на Майсен.
През 1428 г. е наследен от сина му Фридрих II Кроткия (1412 – 1464)

## Семейство
Фридрих I се жени на 8 май 1402 г. за принцеса Катарина от Брауншвайг-Люнебург (1395 – 1442) (Велфи), дъщеря на Хайнрих I от Брауншвайг-Люнебург († 1416). Те имат след десет години децата:
- Фридрих II Кроткия (1412 – 1464), курфюрст на Саксония
- Зигисмунд (1416 – 1471), епископ на Вюрцбург
- Анна (1420 – 1462), ∞ за ландграф Лудвиг I от Хессен (1402 – 1458)
- Катарина (1421 – 1476), ∞ за курфюрст Фридрих II от Бранденбург (1413 – 1471)
- Хайнрих (1422 – 1435)
- Вилхелм III Смели (1425 – 1482), херцог на Саксония